# Mittellauf der Schwarzen Elster
Mittellauf der Schwarzen Elster este o arie protejată (sit de importanță comunitară — SCI) din Germania întinsă pe o suprafață de 2.815,84 ha, integral pe uscat.

## Localizare
Centrul sitului Mittellauf der Schwarzen Elster este situat la coordonatele 51°32′21″N 13°22′07″E / 51.5392°N 13.3686°E.

## Înființare
Situl Mittellauf der Schwarzen Elster a fost declarat sit de importanță comunitară în septembrie 2000 pentru a proteja 1 specie de plante și 13 specii de animale.

## Biodiversitate
Situată în ecoregiunea continentală, aria protejată conține 7 habitate naturale: Lacuri eutrofice naturale cu vegetație de tip Magnopotamion sau Hydrocharition, Cursuri de apă de la nivel de câmpie la nivel montan, cu vegetație Ranunculion fluitantis și Callitricho-Batrachion, Liziere de ierburi înalte hidrofile de câmpie și de nivel montan până la alpin, Fânețe de joasă altitudine (Alopecurus pratensis, Sanguisorba officinalis), Păduri de stejar sau de stejar și carpen sub-atlantice și medio-europene de Carpinion betuli, Păduri acidofile de stejar bătrân cu Quercus robur pe câmpii nisipoase, Păduri aluvionare cu Alnus glutinosa și Fraxinus excelsior (Alno-Padion, Alnion incanae, Salicion albae).
La baza desemnării sitului se află mai multe specii protejate:
- plante (1): Luronium natans
- amfibieni (2): buhai de baltă cu burta roșie (Bombina bombina), triton cu creastă (Triturus cristatus)
- mamifere (4): liliac cârn (Barbastella barbastellus), castor (Castor fiber), vidră de râu (Lutra lutra), liliac comun (Myotis myotis)
- nevertebrate (4): rădașcă (Lucanus cervus), phengaris nausithous (Maculinea nausithous), Ophiogomphus cecilia, Osmoderma eremita
- pești (3): avat (Aspius aspius), țipar (Misgurnus fossilis), boarță (Rhodeus sericeus amarus)

Pe lângă speciile protejate, pe teritoriul sitului au mai fost identificate 3 specii de amfibieni, 8 specii de mamifere, 1 specie de nevertebrate.